# Lista över fornlämningar i Norrtälje kommun (Rimbo)
Lista över fornlämningar i Norrtälje kommun (Rimbo) är en förteckning av ett urval av de fornlämningar som finns i Rimbo i Norrtälje kommun.
| Namn                    | Lämningstyp             | Tillkomsttid | Historisk indelning | Plats | Läge                 | ID-nr          | Bild                                      |
| ----------------------- | ----------------------- | ------------ | ------------------- | ----- | -------------------- | -------------- | ----------------------------------------- |
| Rimbo 2:1               | Stensättning            |              | Rimbo, Uppland      |       | 59.710999, 18.360687 | 10006800020001 | Ladda upp en bild av detta fornminne      |
| Rimbo 3:1               | Stensättning            |              | Rimbo, Uppland      |       | 59.708701, 18.356754 | 10006800030001 | Ladda upp en bild av detta fornminne      |
| Rimbo 10:1              | Röse                    |              | Rimbo, Uppland      |       | 59.717732, 18.372300 | 10006800100001 | Ladda upp en bild av detta fornminne      |
| Rimbo 10:2              | Röse                    |              | Rimbo, Uppland      |       | 59.717819, 18.372501 | 10006800100002 | Ladda upp en bild av detta fornminne      |
| Rimbo 11:1              | Stensättning            |              | Rimbo, Uppland      |       | 59.761178, 18.402651 | 10006800110001 | Ladda upp en bild av detta fornminne      |
| Rimbo 13:1              | Röse                    |              | Rimbo, Uppland      |       | 59.720114, 18.379452 | 10006800130001 | Ladda upp en bild av detta fornminne      |
| Rimbo 14:1              | Stensättning            |              | Rimbo, Uppland      |       | 59.720314, 18.370338 | 10006800140001 | Ladda upp en bild av detta fornminne      |
| Rimbo 16:1              | Stensättning            |              | Rimbo, Uppland      |       | 59.726908, 18.366058 | 10006800160001 | Ladda upp en bild av detta fornminne      |
| Rimbo 16:2              | Stensättning            |              | Rimbo, Uppland      |       | 59.726901, 18.365647 | 10006800160002 | Ladda upp en bild av detta fornminne      |
| Rimbo 17:1              | Gravfält                |              | Rimbo, Uppland      |       | 59.727405, 18.367780 | 10006800170001 | Ladda upp en bild av detta fornminne      |
| Rimbo 18:1              | Gravfält                |              | Rimbo, Uppland      |       | 59.727049, 18.370812 | 10006800180001 | Ladda upp en bild av detta fornminne      |
| Rimbo 21:1              | Hög                     |              | Rimbo, Uppland      |       | 59.728434, 18.376998 | 10006800210001 | Ladda upp en bild av detta fornminne      |
| Rimbo 21:2              | Hög                     |              | Rimbo, Uppland      |       | 59.728279, 18.376665 | 10006800210002 | Ladda upp en bild av detta fornminne      |
| Rimbo 22:1              | Gravfält                |              | Rimbo, Uppland      |       | 59.728205, 18.387247 | 10006800220001 | Ladda upp en bild av detta fornminne      |
| Rimbo 28:1              | Gravfält                |              | Rimbo, Uppland      |       | 59.725831, 18.397149 | 10006800280001 | Ladda upp en bild av detta fornminne      |
| Rimbo 29:1              | Gravfält                |              | Rimbo, Uppland      |       | 59.726712, 18.393584 | 10006800290001 | Ladda upp en bild av detta fornminne      |
| Rimbo 30:1              | Gravfält                |              | Rimbo, Uppland      |       | 59.724653, 18.399623 | 10006800300001 | Ladda upp en bild av detta fornminne      |
| Borgbacken (Rimbo 35:1) | Fornborg                |              | Rimbo, Uppland      |       | 59.730666, 18.412504 | 10006800350001 | Ladda upp en bild av detta fornminne      |
| Rimbo 41:1              | Stensättning            |              | Rimbo, Uppland      |       | 59.735598, 18.422990 | 10006800410001 | Ladda upp en bild av detta fornminne      |
| Rimbo 44:1              | Stensättning            |              | Rimbo, Uppland      |       | 59.737869, 18.399172 | 10006800440001 | Ladda upp en bild av detta fornminne      |
| Rimbo 48:1              | Röse                    |              | Rimbo, Uppland      |       | 59.736693, 18.403493 | 10006800480001 | Ladda upp en bild av detta fornminne      |
| Rimbo 49:1              | Hög                     |              | Rimbo, Uppland      |       | 59.729650, 18.372810 | 10006800490001 | Ladda upp en bild av detta fornminne      |
| Rimbo 52:1              | Stensättning            |              | Rimbo, Uppland      |       | 59.743239, 18.418944 | 10006800520001 | Ladda upp en bild av detta fornminne      |
| Rimbo 52:2              | Stensättning            |              | Rimbo, Uppland      |       | 59.743121, 18.418871 | 10006800520002 | Ladda upp en bild av detta fornminne      |
| Rimbo 60:1              | Runristning             |              | Rimbo, Uppland      |       | 59.749119, 18.390401 | 10006800600001 | Ladda upp en till bild av detta fornminne |
| Rimbo 61:1              | Runristning             |              | Rimbo, Uppland      |       | 59.749148, 18.390970 | 10006800610001 | Ladda upp en till bild av detta fornminne |
| Rimbo 62:1              | Runristning             |              | Rimbo, Uppland      |       | 59.749428, 18.388365 | 10006800620001 | Ladda upp en bild av detta fornminne      |
| Rimbo 63:1              | Stensättning            |              | Rimbo, Uppland      |       | 59.753006, 18.399960 | 10006800630001 | Ladda upp en bild av detta fornminne      |
| Rimbo 64:1              | Gravfält                |              | Rimbo, Uppland      |       | 59.752675, 18.400924 | 10006800640001 | Ladda upp en bild av detta fornminne      |
| Rimbo 65:1              | Stensättning            |              | Rimbo, Uppland      |       | 59.751293, 18.391004 | 10006800650001 | Ladda upp en bild av detta fornminne      |
| Rimbo 67:1              | Stensättning            |              | Rimbo, Uppland      |       | 59.754422, 18.395230 | 10006800670001 | Ladda upp en bild av detta fornminne      |
| Rimbo 68:1              | Stensättning            |              | Rimbo, Uppland      |       | 59.758692, 18.404879 | 10006800680001 | Ladda upp en bild av detta fornminne      |
| Fästningen (Rimbo 70:1) | Fornborg                |              | Rimbo, Uppland      |       | 59.759150, 18.416527 | 10006800700001 | Ladda upp en bild av detta fornminne      |
| Rimbo 76:1              | Stensättning            |              | Rimbo, Uppland      |       | 59.738584, 18.343260 | 10006800760001 | Ladda upp en bild av detta fornminne      |
| Rimbo 77:1              | Stensättning            |              | Rimbo, Uppland      |       | 59.738707, 18.344936 | 10006800770001 | Ladda upp en bild av detta fornminne      |
| Rimbo 77:2              | Stensättning            |              | Rimbo, Uppland      |       | 59.738720, 18.345150 | 10006800770002 | Ladda upp en bild av detta fornminne      |
| Rimbo 77:3              | Stensättning            |              | Rimbo, Uppland      |       | 59.738613, 18.345125 | 10006800770003 | Ladda upp en bild av detta fornminne      |
| Rimbo 77:4              | Stensättning            |              | Rimbo, Uppland      |       | 59.738566, 18.345318 | 10006800770004 | Ladda upp en bild av detta fornminne      |
| Rimbo 78:1              | Gravfält                |              | Rimbo, Uppland      |       | 59.739627, 18.340972 | 10006800780001 | Ladda upp en bild av detta fornminne      |
| Rimbo 79:1              | Stensättning            |              | Rimbo, Uppland      |       | 59.739494, 18.332064 | 10006800790001 | Ladda upp en bild av detta fornminne      |
| Rimbo 81:1              | Gravfält                |              | Rimbo, Uppland      |       | 59.738560, 18.326664 | 10006800810001 | Ladda upp en bild av detta fornminne      |
| Rimbo 82:1              | Gravfält                |              | Rimbo, Uppland      |       | 59.738700, 18.367344 | 10006800820001 | Ladda upp en bild av detta fornminne      |
| Rimbo 84:1              | Stensättning            |              | Rimbo, Uppland      |       | 59.739033, 18.365302 | 10006800840001 | Ladda upp en bild av detta fornminne      |
| Rimbo 85:1              | Stensättning            |              | Rimbo, Uppland      |       | 59.739098, 18.314462 | 10006800850001 | Ladda upp en bild av detta fornminne      |
| Rimbo 85:2              | Stensättning            |              | Rimbo, Uppland      |       | 59.739158, 18.314640 | 10006800850002 | Ladda upp en bild av detta fornminne      |
| Rimbo 89:1              | Gravfält                |              | Rimbo, Uppland      |       | 59.738478, 18.295274 | 10006800890001 | Ladda upp en bild av detta fornminne      |
| Rimbo 90:1              | Stensättning            |              | Rimbo, Uppland      |       | 59.741823, 18.343151 | 10006800900001 | Ladda upp en bild av detta fornminne      |
| Rimbo 90:2              | Stensättning            |              | Rimbo, Uppland      |       | 59.741739, 18.342508 | 10006800900002 | Ladda upp en bild av detta fornminne      |
| Rimbo 92:1              | Stensättning            |              | Rimbo, Uppland      |       | 59.756466, 18.352324 | 10006800920001 | Ladda upp en bild av detta fornminne      |
| Rimbo 92:2              | Stensättning            |              | Rimbo, Uppland      |       | 59.756048, 18.352905 | 10006800920002 | Ladda upp en bild av detta fornminne      |
| Rimbo 93:1              | Stensättning            |              | Rimbo, Uppland      |       | 59.754608, 18.354365 | 10006800930001 | Ladda upp en bild av detta fornminne      |
| Rimbo 93:2              | Stensättning            |              | Rimbo, Uppland      |       | 59.754583, 18.354613 | 10006800930002 | Ladda upp en bild av detta fornminne      |
| Rimbo 93:3              | Stensättning            |              | Rimbo, Uppland      |       | 59.754439, 18.354588 | 10006800930003 | Ladda upp en bild av detta fornminne      |
| Rimbo 94:1              | Stensättning            |              | Rimbo, Uppland      |       | 59.757648, 18.350581 | 10006800940001 | Ladda upp en bild av detta fornminne      |
| Rimbo 95:2              | Röse                    |              | Rimbo, Uppland      |       | 59.759254, 18.348955 | 10006800950002 | Ladda upp en bild av detta fornminne      |
| Rimbo 95:3              | Stensättning            |              | Rimbo, Uppland      |       | 59.759322, 18.348840 | 10006800950003 | Ladda upp en bild av detta fornminne      |
| Rimbo 95:4              | Stensättning            |              | Rimbo, Uppland      |       | 59.759400, 18.348794 | 10006800950004 | Ladda upp en bild av detta fornminne      |
| Rimbo 96:1              | Stensättning            |              | Rimbo, Uppland      |       | 59.751264, 18.353827 | 10006800960001 | Ladda upp en bild av detta fornminne      |
| Rimbo 96:2              | Stensättning            |              | Rimbo, Uppland      |       | 59.751254, 18.354053 | 10006800960002 | Ladda upp en bild av detta fornminne      |
| Rimbo 97:1              | Röse                    |              | Rimbo, Uppland      |       | 59.751083, 18.339788 | 10006800970001 | Ladda upp en bild av detta fornminne      |
| Rimbo 97:2              | Röse                    |              | Rimbo, Uppland      |       | 59.750688, 18.339359 | 10006800970002 | Ladda upp en bild av detta fornminne      |
| Rimbo 97:3              | Stensättning            |              | Rimbo, Uppland      |       | 59.750663, 18.339110 | 10006800970003 | Ladda upp en bild av detta fornminne      |
| Rimbo 97:4              | Stensättning            |              | Rimbo, Uppland      |       | 59.750476, 18.339156 | 10006800970004 | Ladda upp en bild av detta fornminne      |
| Rimbo 98:1              | Röse                    |              | Rimbo, Uppland      |       | 59.750969, 18.341095 | 10006800980001 | Ladda upp en bild av detta fornminne      |
| Rimbo 98:2              | Röse                    |              | Rimbo, Uppland      |       | 59.751172, 18.341004 | 10006800980002 | Ladda upp en bild av detta fornminne      |
| Rimbo 98:3              | Stensättning            |              | Rimbo, Uppland      |       | 59.751138, 18.341237 | 10006800980003 | Ladda upp en bild av detta fornminne      |
| Rimbo 99:1              | Röse                    |              | Rimbo, Uppland      |       | 59.752053, 18.341377 | 10006800990001 | Ladda upp en bild av detta fornminne      |
| Rimbo 99:2              | Stensättning            |              | Rimbo, Uppland      |       | 59.752284, 18.341382 | 10006800990002 | Ladda upp en bild av detta fornminne      |
| Rimbo 99:3              | Stensättning            |              | Rimbo, Uppland      |       | 59.751936, 18.341626 | 10006800990003 | Ladda upp en bild av detta fornminne      |
| Rimbo 114:1             | Stensättning            |              | Rimbo, Uppland      |       | 59.772774, 18.329194 | 10006801140001 | Ladda upp en bild av detta fornminne      |
| Rimbo 116:1             | Stensättning            |              | Rimbo, Uppland      |       | 59.772856, 18.318257 | 10006801160001 | Ladda upp en bild av detta fornminne      |
| Rimbo 116:2             | Stensättning            |              | Rimbo, Uppland      |       | 59.772722, 18.318429 | 10006801160002 | Ladda upp en bild av detta fornminne      |
| Rimbo 116:3             | Stensättning            |              | Rimbo, Uppland      |       | 59.772562, 18.318423 | 10006801160003 | Ladda upp en bild av detta fornminne      |
| Rimbo 117:1             | Gravfält                |              | Rimbo, Uppland      |       | 59.771533, 18.319963 | 10006801170001 | Ladda upp en bild av detta fornminne      |
| Rimbo 118:1             | Gravfält                |              | Rimbo, Uppland      |       | 59.770052, 18.322718 | 10006801180001 | Ladda upp en bild av detta fornminne      |
| Rimbo 119:1             | Gravfält                |              | Rimbo, Uppland      |       | 59.765018, 18.320820 | 10006801190001 | Ladda upp en bild av detta fornminne      |
| Rimbo 120:1             | Grav- och boplatsområde |              | Rimbo, Uppland      |       | 59.766252, 18.323400 | 10006801200001 | Ladda upp en bild av detta fornminne      |
| Rimbo 122:1             | Hög                     |              | Rimbo, Uppland      |       | 59.766558, 18.327607 | 10006801220001 | Ladda upp en bild av detta fornminne      |
| Rimbo 122:4             | Stensättning            |              | Rimbo, Uppland      |       | 59.766552, 18.327231 | 10006801220004 | Ladda upp en bild av detta fornminne      |
| Rimbo 127:1             | Gravfält                |              | Rimbo, Uppland      |       | 59.765447, 18.333134 | 10006801270001 | Ladda upp en bild av detta fornminne      |
| Rimbo 128:1             | Stensättning            |              | Rimbo, Uppland      |       | 59.751744, 18.339909 | 10006801280001 | Ladda upp en bild av detta fornminne      |
| Rimbo 128:2             | Stensättning            |              | Rimbo, Uppland      |       | 59.752008, 18.340023 | 10006801280002 | Ladda upp en bild av detta fornminne      |
| Rimbo 128:3             | Stensättning            |              | Rimbo, Uppland      |       | 59.751946, 18.340171 | 10006801280003 | Ladda upp en bild av detta fornminne      |
| Rimbo 129:1             | Gravfält                |              | Rimbo, Uppland      |       | 59.753731, 18.338631 | 10006801290001 | Ladda upp en bild av detta fornminne      |
| Rimbo 130:1             | Gravfält                |              | Rimbo, Uppland      |       | 59.753003, 18.341437 | 10006801300001 | Ladda upp en bild av detta fornminne      |
| Rimbo 133:1             | Stensättning            |              | Rimbo, Uppland      |       | 59.755998, 18.340254 | 10006801330001 | Ladda upp en bild av detta fornminne      |
| Rimbo 133:2             | Stensättning            |              | Rimbo, Uppland      |       | 59.755792, 18.340602 | 10006801330002 | Ladda upp en bild av detta fornminne      |
| Rimbo 134:1             | Stensättning            |              | Rimbo, Uppland      |       | 59.755509, 18.340217 | 10006801340001 | Ladda upp en bild av detta fornminne      |
| Rimbo 135:1             | Gravfält                |              | Rimbo, Uppland      |       | 59.755925, 18.337401 | 10006801350001 | Ladda upp en bild av detta fornminne      |
| Rimbo 136:1             | Stensättning            |              | Rimbo, Uppland      |       | 59.756216, 18.331324 | 10006801360001 | Ladda upp en bild av detta fornminne      |
| Rimbo 138:1             | Röse                    |              | Rimbo, Uppland      |       | 59.753775, 18.332451 | 10006801380001 | Ladda upp en bild av detta fornminne      |
| Rimbo 138:2             | Röse                    |              | Rimbo, Uppland      |       | 59.753933, 18.333046 | 10006801380002 | Ladda upp en bild av detta fornminne      |
| Rimbo 139:1             | Stensättning            |              | Rimbo, Uppland      |       | 59.753610, 18.335682 | 10006801390001 | Ladda upp en bild av detta fornminne      |
| Rimbo 140:1             | Gravfält                |              | Rimbo, Uppland      |       | 59.753000, 18.335840 | 10006801400001 | Ladda upp en bild av detta fornminne      |
| Rimbo 141:1             | Röse                    |              | Rimbo, Uppland      |       | 59.752925, 18.332528 | 10006801410001 | Ladda upp en bild av detta fornminne      |
| Rimbo 141:2             | Stensättning            |              | Rimbo, Uppland      |       | 59.752631, 18.332618 | 10006801410002 | Ladda upp en bild av detta fornminne      |
| Rimbo 141:3             | Stensättning            |              | Rimbo, Uppland      |       | 59.752257, 18.332675 | 10006801410003 | Ladda upp en bild av detta fornminne      |
| Rimbo 141:4             | Stensättning            |              | Rimbo, Uppland      |       | 59.752840, 18.332113 | 10006801410004 | Ladda upp en bild av detta fornminne      |
| Rimbo 142:1             | Röse                    |              | Rimbo, Uppland      |       | 59.757992, 18.326454 | 10006801420001 | Ladda upp en bild av detta fornminne      |
| Rimbo 143:1             | Stensättning            |              | Rimbo, Uppland      |       | 59.759596, 18.324574 | 10006801430001 | Ladda upp en bild av detta fornminne      |
| Rimbo 144:1             | Stensättning            |              | Rimbo, Uppland      |       | 59.740439, 18.293562 | 10006801440001 | Ladda upp en bild av detta fornminne      |
| Rimbo 144:2             | Röse                    |              | Rimbo, Uppland      |       | 59.740300, 18.293322 | 10006801440002 | Ladda upp en bild av detta fornminne      |
| Rimbo 144:3             | Röse                    |              | Rimbo, Uppland      |       | 59.740673, 18.293258 | 10006801440003 | Ladda upp en bild av detta fornminne      |
| Rimbo 145:1             | Gravfält                |              | Rimbo, Uppland      |       | 59.739496, 18.290823 | 10006801450001 | Ladda upp en bild av detta fornminne      |
| Rimbo 146:1             | Röse                    |              | Rimbo, Uppland      |       | 59.738867, 18.288098 | 10006801460001 | Ladda upp en bild av detta fornminne      |
| Rimbo 147:1             | Gravfält                |              | Rimbo, Uppland      |       | 59.740760, 18.287035 | 10006801470001 | Ladda upp en bild av detta fornminne      |
| Rimbo 150:1             | Stensättning            |              | Rimbo, Uppland      |       | 59.736896, 18.269659 | 10006801500001 | Ladda upp en bild av detta fornminne      |
| Rimbo 155:1             | Röse                    |              | Rimbo, Uppland      |       | 59.752339, 18.340717 | 10006801550001 | Ladda upp en bild av detta fornminne      |
| Rimbo 156:1             | Stensättning            |              | Rimbo, Uppland      |       | 59.750285, 18.337783 | 10006801560001 | Ladda upp en bild av detta fornminne      |
| Rimbo 159:1             | Stensättning            |              | Rimbo, Uppland      |       | 59.756525, 18.334350 | 10006801590001 | Ladda upp en bild av detta fornminne      |
| Rimbo 160:1             | Gravfält                |              | Rimbo, Uppland      |       | 59.771877, 18.329417 | 10006801600001 | Ladda upp en bild av detta fornminne      |
| Rimbo 173:1             | Hällristning            |              | Rimbo, Uppland      |       | 59.771747, 18.332335 | 10006801730001 | Ladda upp en bild av detta fornminne      |
| Rimbo 175:1             | Hög                     |              | Rimbo, Uppland      |       | 59.767059, 18.330369 | 10006801750001 | Ladda upp en bild av detta fornminne      |
| Rimbo 175:2             | Hög                     |              | Rimbo, Uppland      |       | 59.767030, 18.330737 | 10006801750002 | Ladda upp en bild av detta fornminne      |
| Rimbo 176:1             | Gravfält                |              | Rimbo, Uppland      |       | 59.769783, 18.328195 | 10006801760001 | Ladda upp en bild av detta fornminne      |
| Rimbo 177:1             | Hög                     |              | Rimbo, Uppland      |       | 59.765800, 18.329700 | 10006801770001 | Ladda upp en bild av detta fornminne      |
| Rimbo 177:2             | Stensättning            |              | Rimbo, Uppland      |       | 59.765505, 18.330242 | 10006801770002 | Ladda upp en bild av detta fornminne      |
| Rimbo 202:1             | Stensättning            |              | Rimbo, Uppland      |       | 59.758855, 18.350337 | 10006802020001 | Ladda upp en bild av detta fornminne      |
| Rimbo 204:1             | Stensättning            |              | Rimbo, Uppland      |       | 59.750979, 18.355727 | 10006802040001 | Ladda upp en bild av detta fornminne      |
| Rimbo 205:1             | Stensättning            |              | Rimbo, Uppland      |       | 59.751610, 18.332868 | 10006802050001 | Ladda upp en bild av detta fornminne      |
| Rimbo 207:1             | Stensättning            |              | Rimbo, Uppland      |       | 59.750841, 18.349930 | 10006802070001 | Ladda upp en bild av detta fornminne      |
| Rimbo 208:1             | Stensättning            |              | Rimbo, Uppland      |       | 59.751355, 18.354917 | 10006802080001 | Ladda upp en bild av detta fornminne      |
| Rimbo 209:1             | Gravfält                |              | Rimbo, Uppland      |       | 59.752337, 18.351797 | 10006802090001 | Ladda upp en bild av detta fornminne      |
| Rimbo 210:1             | Stensättning            |              | Rimbo, Uppland      |       | 59.752711, 18.352685 | 10006802100001 | Ladda upp en bild av detta fornminne      |
| Rimbo 212:1             | Stensättning            |              | Rimbo, Uppland      |       | 59.764466, 18.327131 | 10006802120001 | Ladda upp en bild av detta fornminne      |
| Rimbo 214:1             | Stensättning            |              | Rimbo, Uppland      |       | 59.764453, 18.334805 | 10006802140001 | Ladda upp en bild av detta fornminne      |
| Rimbo 214:2             | Stensättning            |              | Rimbo, Uppland      |       | 59.764386, 18.335096 | 10006802140002 | Ladda upp en bild av detta fornminne      |
| Rimbo 215:1             | Gravfält                |              | Rimbo, Uppland      |       | 59.761019, 18.335097 | 10006802150001 | Ladda upp en bild av detta fornminne      |
| Rimbo 216:1             | Stensättning            |              | Rimbo, Uppland      |       | 59.725939, 18.370726 | 10006802160001 | Ladda upp en bild av detta fornminne      |
| Rimbo 217:1             | Stensättning            |              | Rimbo, Uppland      |       | 59.727594, 18.366933 | 10006802170001 | Ladda upp en bild av detta fornminne      |
| Rimbo 220:1             | Hällristning            |              | Rimbo, Uppland      |       | 59.720113, 18.375792 | 10006802200001 | Ladda upp en bild av detta fornminne      |
| Rimbo 221:1             | Stensättning            |              | Rimbo, Uppland      |       | 59.720997, 18.380367 | 10006802210001 | Ladda upp en bild av detta fornminne      |
| Rimbo 221:2             | Stensättning            |              | Rimbo, Uppland      |       | 59.720917, 18.380213 | 10006802210002 | Ladda upp en bild av detta fornminne      |
| Rimbo 224:1             | Stensättning            |              | Rimbo, Uppland      |       | 59.757465, 18.341154 | 10006802240001 | Ladda upp en bild av detta fornminne      |
| Rimbo 225:1             | Stensättning            |              | Rimbo, Uppland      |       | 59.730794, 18.308891 | 10006802250001 | Ladda upp en bild av detta fornminne      |
| Rimbo 228:1             | Stensättning            |              | Rimbo, Uppland      |       | 59.728434, 18.390380 | 10006802280001 | Ladda upp en bild av detta fornminne      |
| Rimbo 228:2             | Stensättning            |              | Rimbo, Uppland      |       | 59.728524, 18.390270 | 10006802280002 | Ladda upp en bild av detta fornminne      |
| Rimbo 228:3             | Stensättning            |              | Rimbo, Uppland      |       | 59.728461, 18.390087 | 10006802280003 | Ladda upp en bild av detta fornminne      |
| Rimbo 235:1             | Stensättning            |              | Rimbo, Uppland      |       | 59.753597, 18.403144 | 10006802350001 | Ladda upp en bild av detta fornminne      |
| Rimbo 235:2             | Stensättning            |              | Rimbo, Uppland      |       | 59.753659, 18.402904 | 10006802350002 | Ladda upp en bild av detta fornminne      |
| Rimbo 239:1             | Röse                    |              | Rimbo, Uppland      |       | 59.764200, 18.436497 | 10006802390001 | Ladda upp en bild av detta fornminne      |
| Rimbo 239:2             | Stensättning            |              | Rimbo, Uppland      |       | 59.763839, 18.436410 | 10006802390002 | Ladda upp en bild av detta fornminne      |